# Korthalsia lanceolata
Korthalsia lanceolata är en enhjärtbladig växtart som beskrevs av John Dransfield. Korthalsia lanceolata ingår i släktet Korthalsia och familjen Arecaceae. Inga underarter finns listade i Catalogue of Life.